# Anatemnus orites
Anatemnus orites är en spindeldjursart som först beskrevs av Tord Tamerlan Teodor Thorell 1889.  Anatemnus orites ingår i släktet Anatemnus och familjen Atemnidae.

## Underarter
Arten delas in i följande underarter:
- A. o. major
- A. o. orites